# Bingo Bongo (Film)
Bingo Bongo ist eine italienische Filmkomödie von Pasquale Festa Campanile mit Adriano Celentano in der Hauptrolle. Der Film wurde in Mailand gedreht und am 25. Dezember 1982 in Italien sowie am 11. Februar 1983 in Deutschland erstmals veröffentlicht.

## Handlung
Ein Kleinstkind überlebt einen Flugzeugabsturz im afrikanischen Dschungel und wächst unter Schimpansen auf. Etliche Jahre später wird der nunmehr junge Mann von einer Expedition aufgefunden und zu wissenschaftlichen Studien nach Mailand gebracht. Bingo Bongo verliebt sich in die Anthropologin Laura und entdeckt nach seiner Flucht die Großstadt als neuen Dschungel. Der sprachlose junge Mann irrt durch die ihm fremde Welt, versucht, die Errungenschaften der Zivilisation zu verstehen und unterhält sich mit Tieren. Nachdem ihn die Wissenschaftlerin wiedergefunden hat, nimmt sie ihn bei sich und ihrem Schimpansen Renato auf. Bingo Bongo lernt sprechen, doch als Laura keine Beziehung mit ihm führen will, entschließt er sich, mit Renato nach Afrika zurückzukehren. Ein Flug scheitert zunächst an Geld und dann an einem Pass. Seinen Flug im Heißluftballon stoppt eine Krähe, die ihn dazu bringt, zum Botschafter der Tiere zu werden und zwischen Menschen und Tieren zum gegenseitigen Vorteil zu vermitteln. Laura ist sehr angetan und heiratet ihn, auch Renato kommt zu einer Partnerin und Nachwuchs.

## Kritik
„Schwerst vorhersehbare ökologische Komödie; eine Abenteuer- und Tarzanparodie mit lästigen moralisierenden Gleichnissen. Celentano hat mit seinen mimisch begrenzten Fähigkeiten keine Probleme, mit Affen zu kommunizieren; aber die strahlende Carole Bouquet nimmt es bemerkenswert gelassen hin, von Buñuel zu Festa Campanile hinabgestiegen zu sein“, bilanzierte Massimo Bertarelli. Ähnlich das Lexikon des internationalen Films: „Vordergründige Komödie mit aufgesetzten sozialkritischen Elementen, ganz auf Adriano Celentano zugeschnitten.“